# 圣安娜 (卢瓦-谢尔省)
圣安娜（法語：Sainte-Anne，法語發音：[sɛ̃t an]）是法国卢瓦-谢尔省的一个市镇，位于该省西北部，属于旺多姆区。

## 地理
圣安娜（47°45'26"N, 1°4'54"E）面积5.13 平方千米，位于法国中央-卢瓦尔河谷大区卢瓦-谢尔省，该省份为法国中北部省份，北起厄尔-卢瓦省，东北接卢瓦雷省，东南接谢尔省，南至安德尔省，西南接安德尔-卢瓦尔省，西北接萨尔特省。
与圣安娜接壤的市镇（或旧市镇、城区）包括：克吕舍赖、旺多姆、维勒拉布勒。

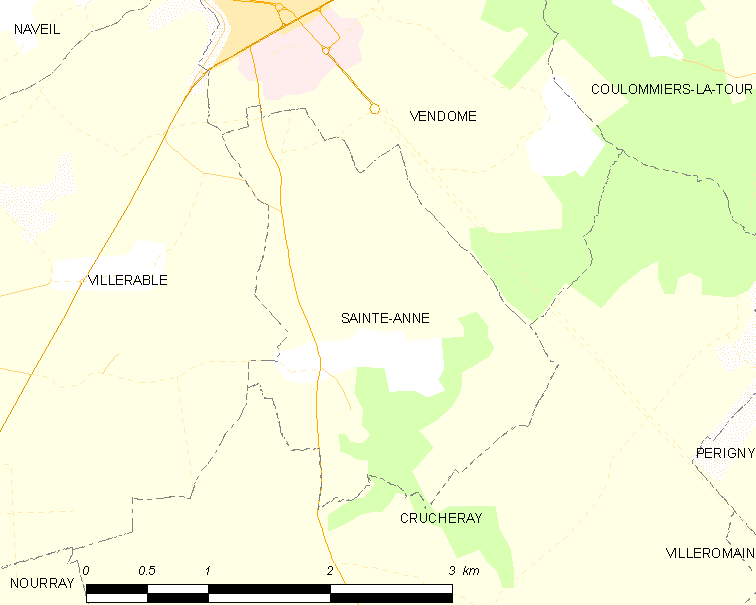
的OSM定位图

圣安娜的时区为UTC+01:00、UTC+02:00（夏令时）。

## 行政
圣安娜的邮政编码为41100，INSEE市镇编码为41200。

## 政治
圣安娜所属的省级选区为旺多姆县。

## 人口

1962-2008年间人口变化图示

圣安娜于2022年1月1日时的人口数量为478人。